# Liste der Monuments historiques in Caumont-sur-Durance
Die Liste der Monuments historiques in Caumont-sur-Durance führt die Monuments historiques in der französischen Gemeinde Caumont-sur-Durance auf.

## Liste der Bauwerke
| Bezeichnung             | Beschreibung                                | Standort                         | Kennzeichnung | Schutzstatus | Datum | Bild           |
| ----------------------- | ------------------------------------------- | -------------------------------- | ------------- | ------------ | ----- | -------------- |
| Häuser                  | das ehemalige Château Bas                   | 19–21 rue Aristide Briand (Lage) | PA84000080    | Inscrit      | 2019  |                |
| Kapelle St-Symphorien   | Kapelle aus dem 12. Jh. im romanischen Stil | impasse de la Chapelle (Lage)    | PA00082017    | Classé       | 1899  |                |
| Kartause Bonpas Kapelle |                                             | (Lage)                           | PA00082016    | Inscrit      | 1950  | weitere Bilder |

## Liste der Objekte
| Bezeichnung                                                       | Beschreibung                                                          | Standort                             | Kennzeichnung | Schutzstatus | Datum | Bild |
| ----------------------------------------------------------------- | --------------------------------------------------------------------- | ------------------------------------ | ------------- | ------------ | ----- | ---- |
| Antependium                                                       | 17. Jh., aus Stein                                                    | Chapelle des Pénitents Blancs (Lage) | PM84000382    | Classé       | 1963  |      |
| Grabplatte von Kardinal Cabassole, Bischof von Cavaillon († 1372) | 17. Jh., einfache Platte aus weißem Marmor, an der Stirnseite gebogen | Kirche                               | PM84000381    | Classé       | 1908  |      |